# World Kickboxing and Karate Union

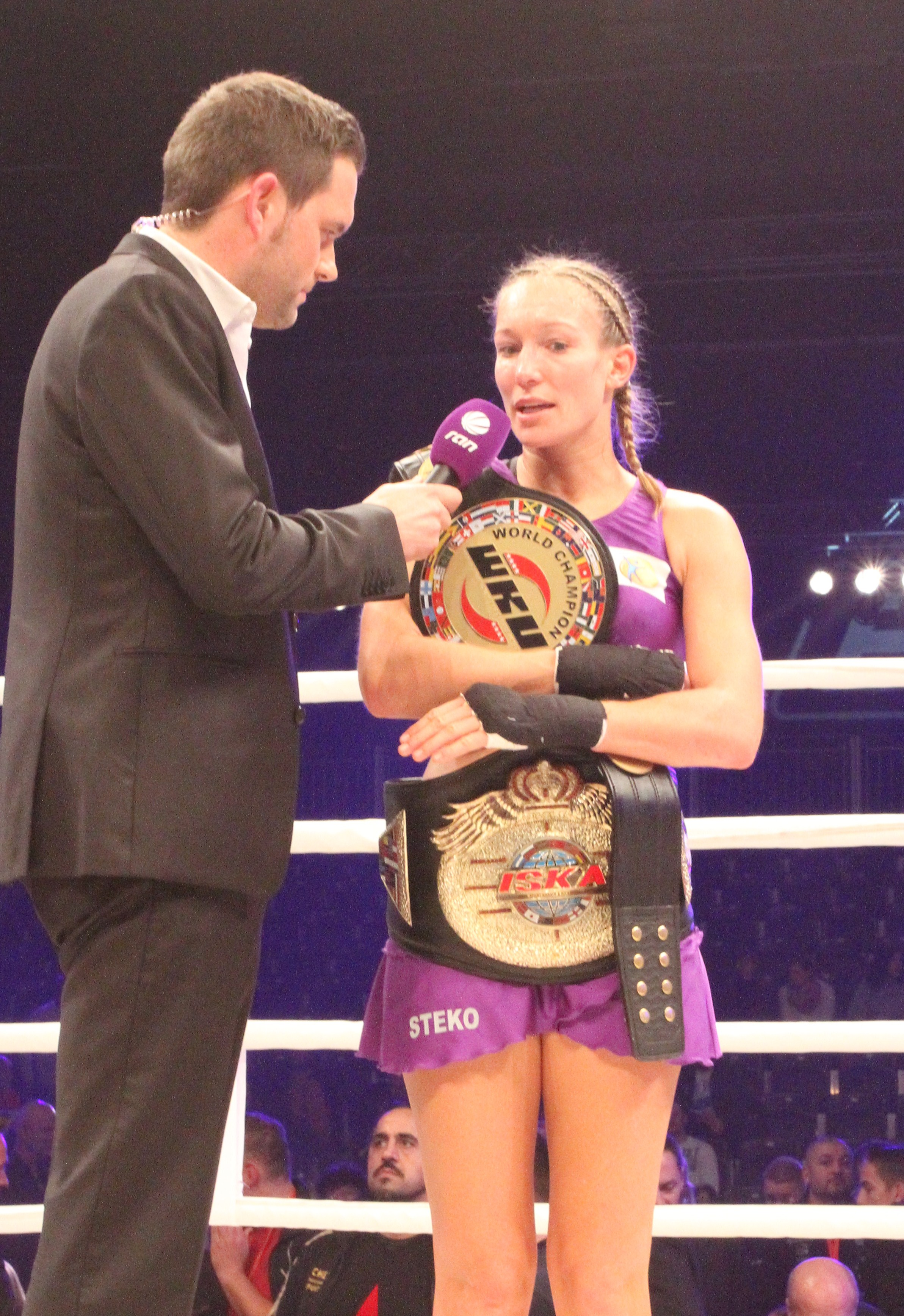
Christine Theiss WKU-Weltmeisterin bei der 1. WKU-Weltmeisterschaft 2012 in Berlin mit Ringsprecher Matthias Killing

Die World Kickboxing and Karate Union (WKU) ist ein Fachverband für Kickboxen (Vollkontakt, Leichtkontakt und Semikontakt), sowie modernes Sportkarate (Kata, Freestyle und mit traditionellen, asiatischen Budō-Waffen). Die WKU hat ihren Sitz in Karlsruhe und wird geleitet vom mehrfachen Weltmeister Klaus Nonnemacher. Welt-Präsident der WKU und zuständig für den Bereich Karate ist Toni Dietl.

## Geschichte
Nachdem der WKA-Präsident und mehrfache Kampfsport-Weltmeister Klaus Nonnemacher mehrere Jahre die WKA geleitet hatte, gründete er im Jahr 2012 die WKU. Da die meisten Kämpfer, Funktionäre, Kampfrichter und Offiziellen der WKA zur WKU wechselten, konnte so die WKU innerhalb kurzer Zeit zu einem der größten Kickbox- und Karateverbände heranwachsen. Am 7. Dezember 2012 wurde gemeinsam mit der ISKA die erste Kickbox-Weltmeisterschaft der WKU ausgetragen. Sie fand im Studio Berlin Adlershof statt. Durch die Live-Übertragung von SAT.1 wurde ein Millionenpublikum erreicht. Ebenso gelang es Nonnemacher, die Kampfsportreihe Steko’s Fight Night für die WKU zu gewinnen. Im Oktober 2013 wurde auf Kreta die WKU-Weltmeisterschaft ausgetragen. Es waren über 1.000 Kämpfer am Start. Nach ihrem Sieg am 13. Dezember 2013 gegen Olga Stavrova wurde Christine Theiss in der WKU Hall of Fame aufgenommen. Im Jahr 2013 wurden von der WKU mehr als 90 Internationale Meisterschaften durchgeführt. Im Jahr 2014 wurden allein zwei Kickbox-Weltmeisterschaften ausgerichtet. Eine in London und die andere für Vollkontakt-Kickboxen in Hainan, China. Inzwischen haben selbst regionale WKU-Wettkämpfe wie die offenen Baden-Württembergischen Meisterschaften im Jahr 2017 über 1.430 Starter und Starterinnen.

## WKU-Weltmeister
- Maximilian Baden (2015)
- Max Baumert (2013)
- Daniel Dörrer (2012, 2013)
- Julia Irmen (2013, 2014)
- Stefan Kainath (2011)
- Marie Lang (2014, 2015)
- Florian Marku (2014)
- Semen Poskotin (2013, 2015)
- Christine Theiss (2013, 2014)
- Hamid Jafari (2016)
- Michael Smolik  (2016) (2017) (2018)
- Kayar Metin 2013, 2017, 2018
- Massimo De Lorenzo (2021)
- Charlotte Glaser (2022)

## Bilder

Bilder der WKU
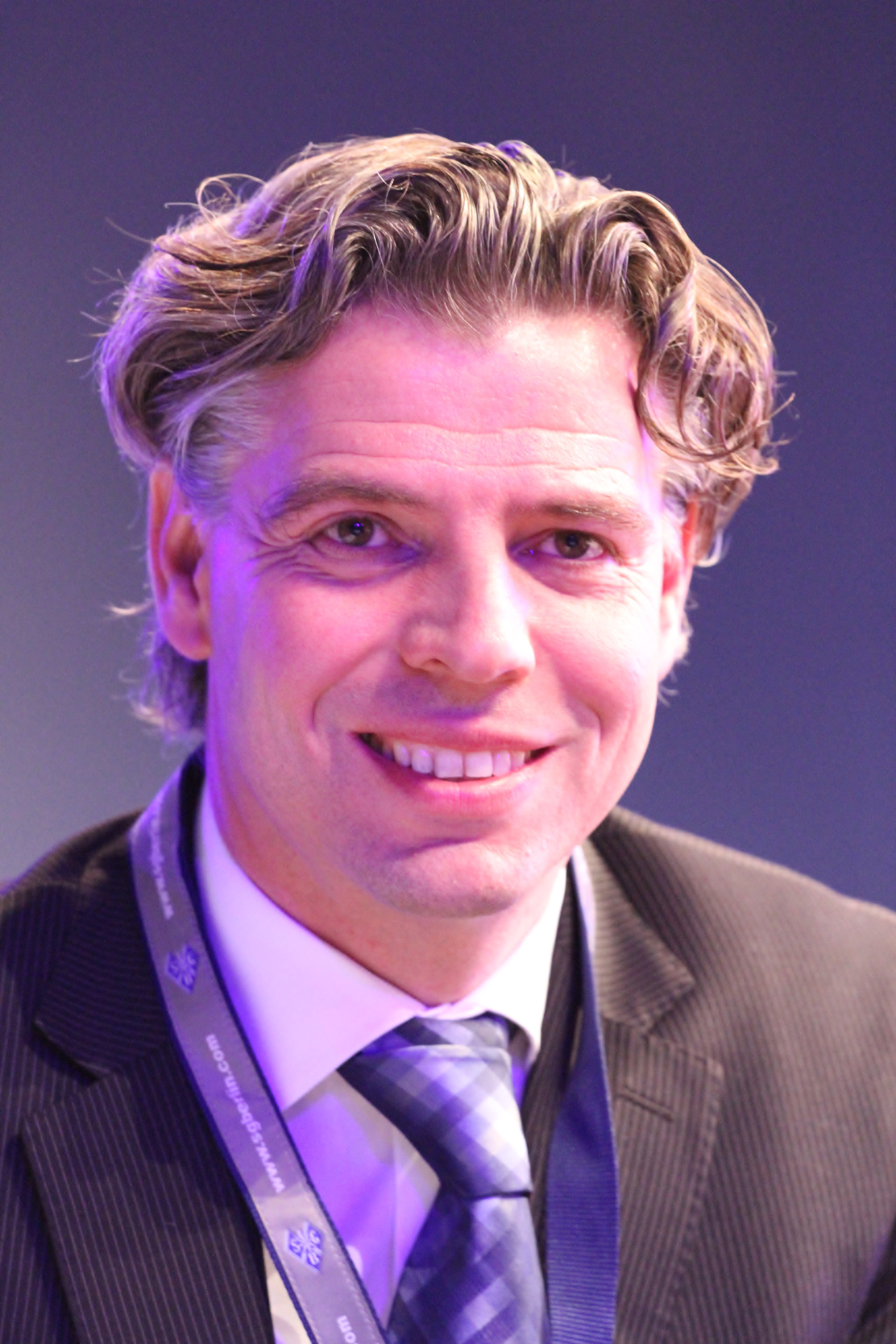
WKU-Präsident Klaus Nonnemacher
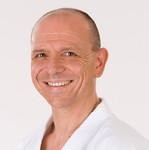
WKU-Präsident Toni Dietl
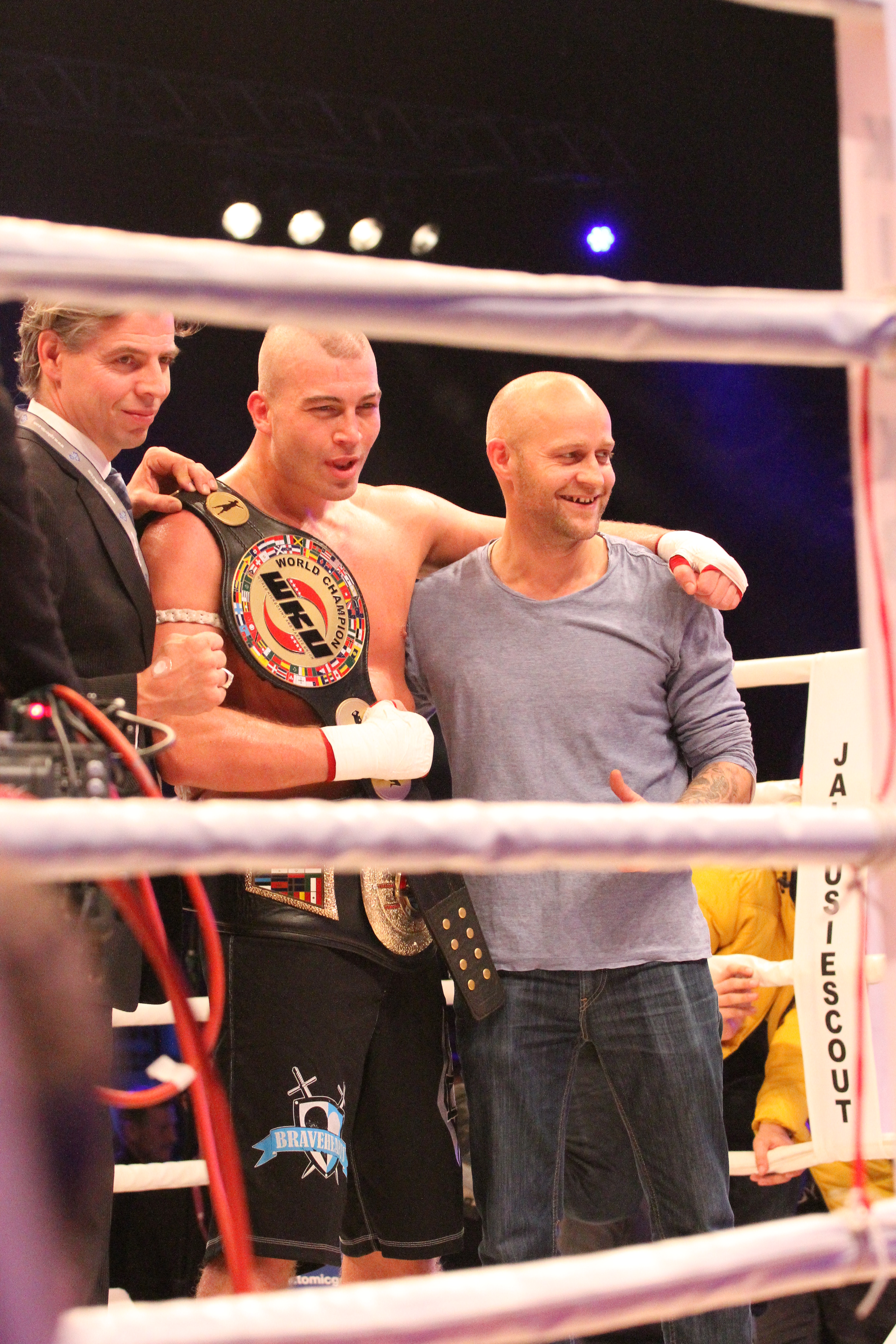
WKU-Weltmeister Daniel Dörrer mit Jürgen Vogel
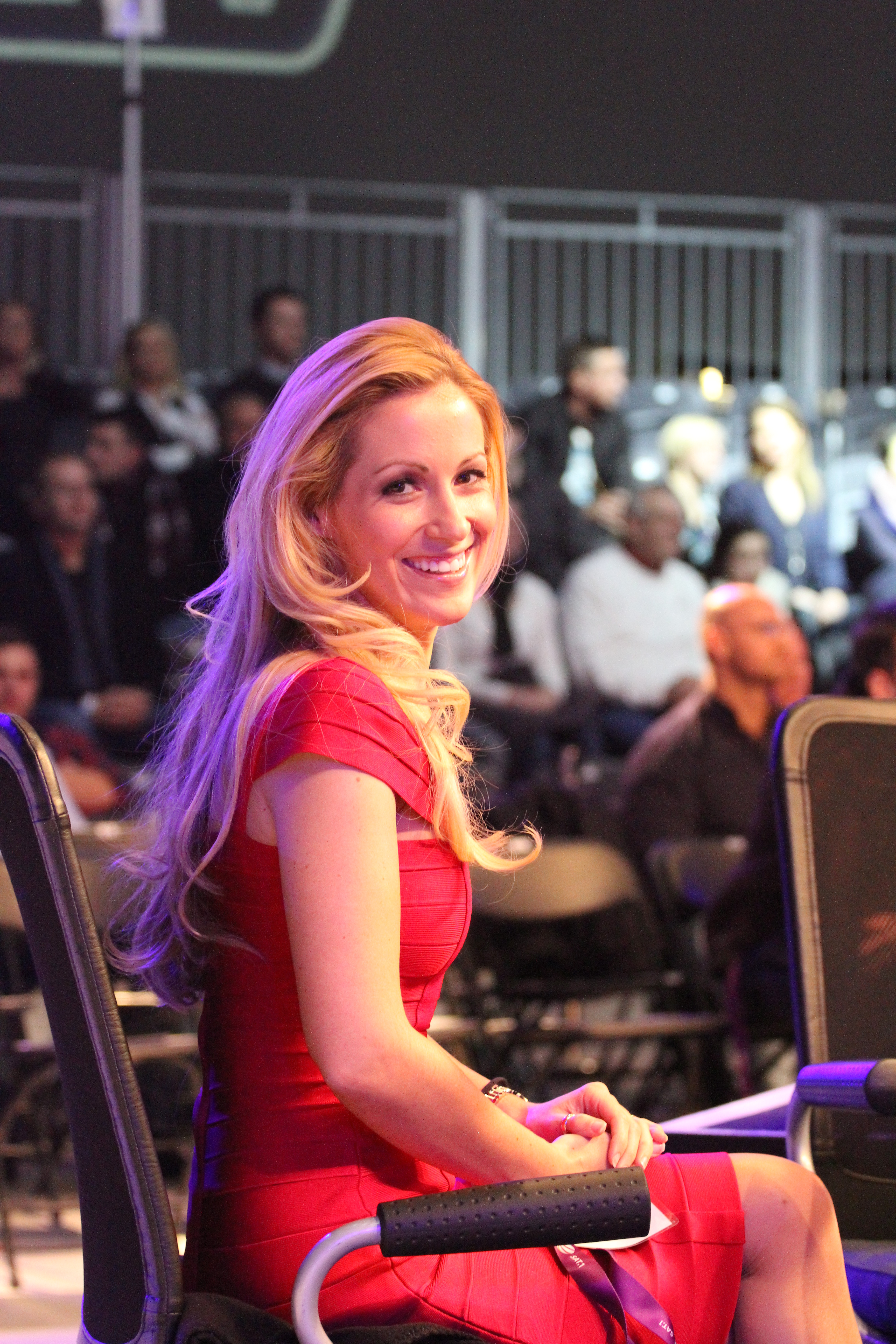
SAT.1-Moderatorin Andrea Kaiser
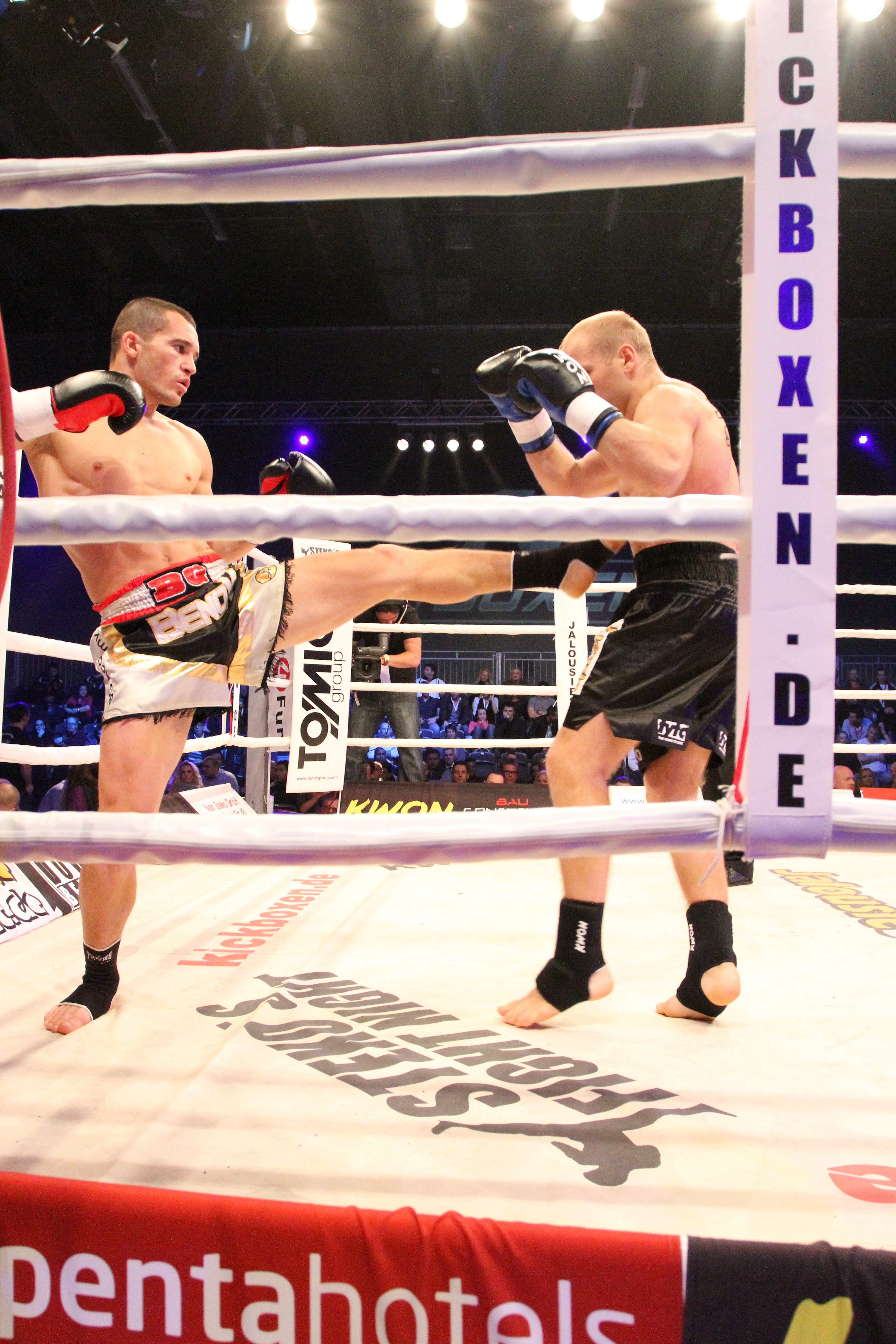
Poskotin (GER) vs. Benov (GRE) Berlin 2012
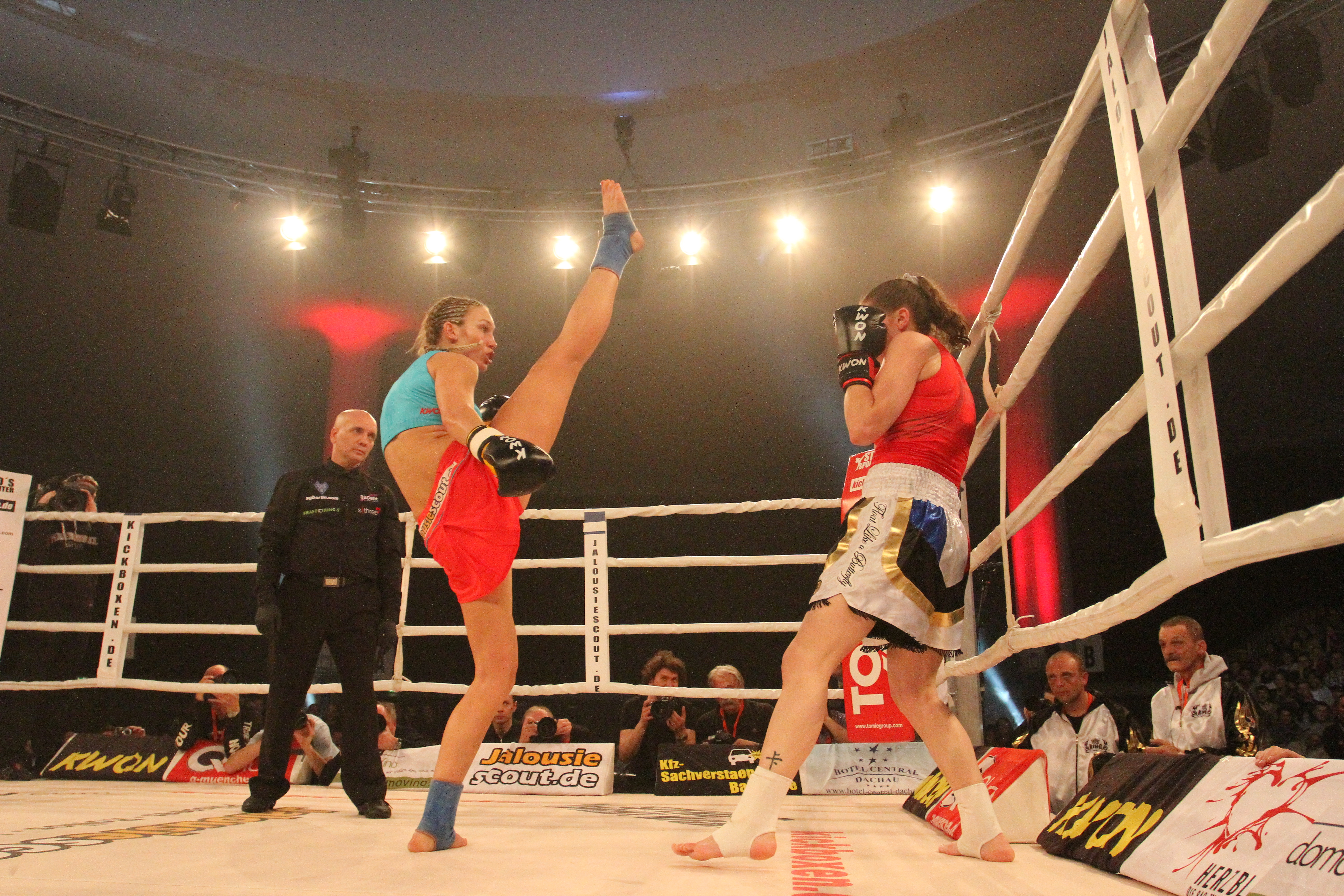
Theiss vs. Le Mée 2013